# Monti Apuseni

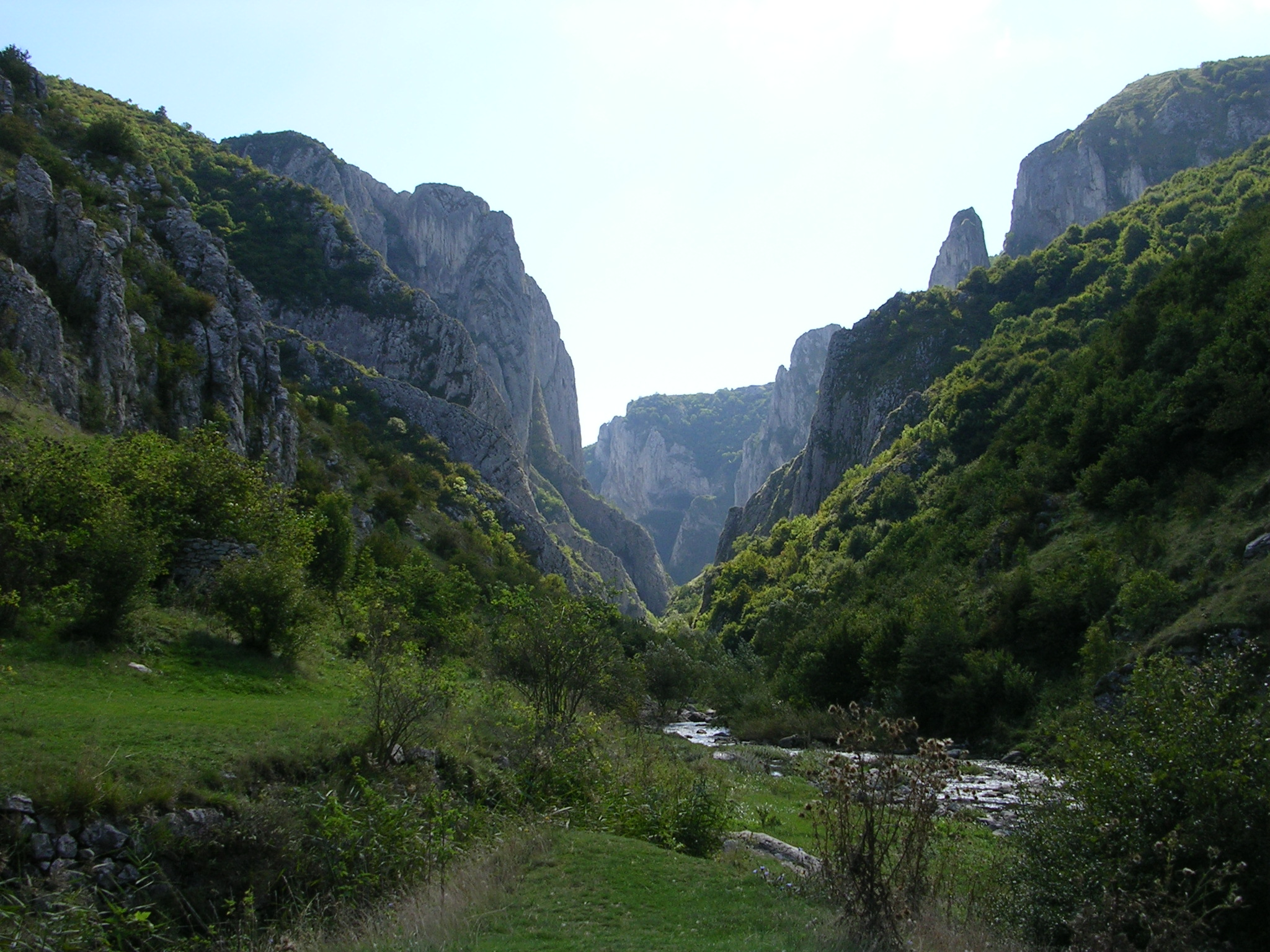
Cheile Turzii

I Monti Apuseni (Rumeno: Munții Apuseni); sono una catena montuosa in Transilvania, Romania, che appartiene ai Carpazi Occidentali. Il loro nome si ottiene da una traduzione dal rumeno di "Montagne del Tramonto" cioè occidentali. La vetta più alta è il Cucurbăta Mare- 1849 metri. Nei Monti Apuseni ci sono circa 400 grotte.

## Montagne
Monti Criș (Munții Crișului):
- Colli Criș (Dealurile Crișene), incl. la Depressione Beiuș (Depresiunea Beiuș), *Depressione Vad (Depresiunea Vad)
- Pădurea Craiului (ad litteram la Foresta del Re)
- Monti Codru-Moma (Munții Codru-Moma)

Monti Seș-Meseș (Munții Seș-Meseșului):
- Monti Meseș (Munții Meseșului)
- Monte Seș (Muntele Seș)
- Depressione Șimleu (Depresiunea Șimleu)
- Monti Șimleu (Munții Șimleu)

Bihor Massif (Masivul Bihor):
- Monti Bihor (Munții Bihorului)
- Monti Vlădeasa (Munții Vlădeasa)
- Muntele Mare (letteralmente Grande Montagna), (Munții Muntele Mare)
- Monti Gilău (Munții Gilăului)

Monti Mureș (Munții Mureșului):
- Monti Zarand (Munții Zarandului)
- Monti Metalliferi (Munții Metaliferi)
- Monti Trascău (Munții Trascăului)